# Henrik Lundström

Henrik Lundström (Stensjön, 13 de noviembre de 1979) fue un jugador de balonmano sueco que jugaba como extremo izquierdo. Fue uno de los componentes de la Selección de balonmano de Suecia con la que disputó 104 partidos internacionales anotando un total de 257 goles.
Comenzó su carrera profesional en 1997 en el Redbergslids IK, en un momento de hegemonía del equipo de Göteborg en el balonmano sueco. En aquellos momentos, le cerraban el paso Martin Frändesjö y Matthias Franzen, que eran también los dos extremos izquierdo de la selección sueca. No obstante, las salidas de ambos hacia la Bundesliga y la Liga Asobal respectivamente, le dieron la oportunidad de disponer de más continuidad y responsabilidad en el equipo, convirtiéndose en uno de sus máximos goleadores y siendo elegido mejor extremo izquierdo de la liga sueca en 2003.
En 2004 fichó por el THW Kiel, donde compartió el puesto con Dominik Klein, formando parte de la plantilla legendaria que ganaría las tres primeras Ligas de Campeones para el equipo de Kiel. En sus ocho temporadas en la Bundesliga disputaría 261 partidos en los que marcaría 674 goles, a los que podemos añadir los 293 que anotó en la Liga de Campeones.
Tras haber ganado todos los títulos posibles con el THW Kiel, regresó a Göteborg para jugar sus dos últimas temporadas como jugador en el Redbergslids IK, tras las cuales pasaría a desempeñar la función de director deportivo.

## Equipos
- Redbergslids IK (1997-2004)
- THW Kiel (2004-2012)
- Redbergslids IK (2012-2014)
- THW Kiel (2015)

## Palmarés
- Liga de Suecia 1998, 2000, 2001
- Liga de Alemania 2005, 2006, 2007, 2008, 2009, 2010, 2012
- Supercopa de Alemania 2005, 2007, 2011
- Copa de Alemania 2007, 2008, 2009, 2011, 2012
- Liga de Campeones 2007, 2010, 2012
- Supercopa de Europa 2007
- Campeonato Mundial de Clubes 2011

## Méritos y distinciones
- Mejor extremo izquierdo de la Liga de Suecia 2003